# Збручанский сельский совет
Збручанский сельский совет (укр. Збручанська сільська рада) — входит в состав
Борщёвского района
Тернопольской области
Украины.
Административный центр сельского совета находится в 
с. Збручанское.

## Населённые пункты совета
- с. Збручанское